# Geoffrey de Mandeville
Geoffrey de Mandeville II, I Conde de Essex (muerto en septiembre de 1144) fue una destacada figura durante el reinado de Esteban de Inglaterra. Su biógrafo, el historiador del siglo XIX J. H. Round, le llamó «la más perfecta y típica representación del espíritu feudal y anárquico que marcó el reinado de Esteban». Esa caracterización ha sido discutida desde finales del siglo XX.

## Primeros años
Sucedió a su padre, Guillermo de Mandeville, en algún momento antes de 1129, posiblemente ya en 1116. Una parte clave del patrimonio familiar de Essex estaba en manos del Rey. Guillermo había incurrido en deudas con la corona, quizás en parte debido a una gran multa impuesta por Enrique I debido a su descontento ante la huida de Ranulf Flambard,
importante preso político encarcelado en la Torre de Londres a cargo de Guillermo. El Rey también poseía una gran propiedad del abuelo materno de Geoffrey, Eudo Dapifer, que Geoffrey reclamó.
Geoffrey obtuvo las tierras de Eudo y los cargos de su padre durante los enfrentamientos por el trono que tuvieron lugar tras la muerte de Enrique I en 1135. Inicialmente apoyó a Esteban, que en algún momento de 1140 (muy probablemente en mayo de aquel año) le hizo Conde de Essex. Por 1140 o 1141 Esteban le había devuelto sus lucrativas mansiones en Essex. 
Fundó un priorato benedictino (que se convertiría en la Abadía de Walden) en Walden, Essex y construyó un castillo allí. Contribuyó también a la construcción del Priorato de Hurley en Berkshire, que había sido fundado por su abuelo Geoffrey de Magnaville.
Tras la derrota y captura de Esteban en Lincoln a comienzos de 1141, Geoffrey, como muchos barones, reconoció a la rival de Esteban, la emperatriz Matilde como su señora soberana. Ella le confirmó su custodia de la Torre, perdonó las grandes deudas en las que su padre había incurrido con la corona, le concedió las tierras normandas de Eudo le Dapifer, y le nombró Sheriff de Essex Hertfordshire, Middlesex y Londres.  
Cuando Esteban fue liberado en diciembre de aquel año, Geoffrey regresó a su lealtad original. Ha habido mucho debate sobre la datación de las donaciones recibidas de Esteban y Matilde. Según el orden y momento de aquellos documentos, bien Geoffrey parece haber estado jugando con ambos para obtener beneficios, bien que su apoyo era buscado por ambos candidatos al trono. El rey arrestó al conde en 1143 y, amenazó con ejecutarle, tras lo que Geoffrey entregó a Esteban sus castillos de Pleshey y Walden así como la custodia de la Torre de Londres. Tras esto, Geoffrey se rebeló.

## Actividad fuera de la ley y muerte
En 1143–1144 Geoffrey mantuvo su rebelión y se dedicó al bandidaje en la zona de los Fens, utilizando la Isla de Ely y la abadía de Ramsey como bases. Fue asediado por Esteban y murió en Burwell, Cambridgeshire en septiembre de 1144 como consecuencia de una herida de flecha recibida en una escaramuza. Al morir excomulgado, inicialmente se le negó el entierro en el Priorato de Walden, que él había fundado. Envuelto en plomo, fue finalmente aceptado por la comunidad Templaria para ser enterrado en la Iglesia del Temple de Londres. Su hijo Geoffrey III hizo colocar una efigie en el suelo, que aún permanece en el lugar.

## Importancia
Su carrera es interesante por varias razones. Las donaciones  recibidas de Esteban y Matilda ilustran las ambiciones de los barones ingleses. Las concesiones más importantes son cargos y jurisdicciones, que convirtieron a Mandeville prácticamente en virrey con poderes plenos en Essex y Hertfordshire, Middlesex y Londres, pero estos estuvieron basados en cargos y jurisdicciones ya ostentados por sus antepasados. Su carrera como forajido ejemplifica los peores excesos de las guerras civiles de 1140–1147, y  es posible que las acciones de Mandeville inspiraran la descripción retórica de este periodo en la Crónica de Peterborough, cuando «los hombres dijeron abiertamente que Cristo y sus santos estaban dormidos». Había capturado Ramsey Abbey (cerca de Peterborough) en 1143, expulsando a los monjes y utilizando Ramsey como base para sus expediciones a la región circundante, saqueando Cambridge y otras poblaciones menores.

## Matrimonio y descendencia
Geoffrey se casó con Rohese de Vere (c. 1110-1167 o después), hija de Aubrey de Vere II y hermana del primer conde de Oxford. Tuvo cuatro hijos:
- Arnulf/Ernulf de Mandeville, ilegítimo, apoyó a su padre en la rebelión y se exilió poco después de la muerte del conde. Regresó a Inglaterra, probablemente en el reinado de Enrique II, y allí atestiguó varias cartas emitidas por sus medio hermanos, condes de Essex.[3]
- Geoffrey III, II conde de Essex (d. 1166) Creado conde de Essex por concesión nueva de Enrique II.
- William de Mandeville, tercer conde de Essex (d. 1189)
- Robert (m. antes de 1189)

## Ficción histórica
- Un relato de las acciones como forajido de Geoffrey  y la captura de la Abadía de Ramsey son el contexto de dos de los libros de la serie de Ellis Peters"Hermano Cadfael", The Potter's Filed y The Holy Thief.
- En su novela de 1969 Knight in Anarchy, George Shipway describe la vida de Humphrey de Visdelou, seguidor de Mandeville.
- El espíritu de Geoffrey de Mandeville lidera la parcela sobrenatural de la novela de KJ CharlesSpectered Isle, la primera de la serie Hombres Verdes.